# Vence (Drôme)
Pour les articles homonymes, voir Vence (homonymie).
La Vence est une rivière de la Drôme, affluent de la Berre, et puis du Rhône (rive gauche), dont le cours est entièrement inclus dans le département de la Drôme.

## Géographie
La Vence est un cours d'eau affluent de la Berre de 11,2 km. Elle traverse les communes de Montjoyer, Réauville, Roussas et Valaurie.

## Affluents
- Ruisseau du Rang
- Ruisseau de Flamenche
- Ruisseau de Flamenche